# Paul Lomami Tshibamba
Paul Lomami Tshibamba (Brazzaville, 17 juli 1914 – Brussel, 12 augustus 1985) was een Congolese journalist en schrijver. Hij wordt beschreven als "een van de eerste literaire kolossen van de Congolese literatuur". In 1948 ontving hij de eerste prijs op de Koloniale tentoonstelling in Brussel voor zijn novelle Ngando.

## Biografie

### Jeugd, opleiding en eerste activiteiten
Paul Lomami Tshibamba werd geboren op 17 juli 1914 in Brazzaville. Zijn ouders waren afkomstig uit Belgisch-Congo, maar woonden tijdens de geboorte van hun zoon in Frans-Equatoriaal-Afrika waar zijn vader een betrekking had als douaneambtenaar. In 1921, na het overlijden van zijn moeder, verhuisde hij met zijn vader naar Leopoldstad.
In 1928 ging hij naar het kleinseminarie Saint François Xavier in Mbata Kiela (Centraal-Kongo) van de missionarissen van Scheut.
Tijdens zijn opleiding werd hij doof. Toen hij hiervan genezen was, weerhield zijn vader hem om terug te gaan naar het kleinseminarie. Hij kon zijn opleiding daardoor niet afmaken en ging werken als magazijnbediende en assistent-boekhouder bij de Compagnie du Kasaï.
Vanaf 1933 werkte hij voor het missietijdschrift La Croix du Congo van de congregatie van Scheut. Hij hield zich bezig met redactiewerkzaamheden en schreef voetbalreportages. Nadat hij een spottend artikel over een katholiek congres had gepubliceerd mocht hij geen artikelen meer publiceren in het blad. 
Vervolgens was hij was enkele jaren als ambtenaar in dienst bij de spoorwegen in Thysstad, het huidige Mbanza-Ngungu. In 1939 werd hij aangenomen als typist bij het Belgische koloniale bestuur.

### Positie alsévolué
In 1945 werd het dagblad La Voix du Congolais opgericht door de koloniale overheid met als doel de persvrijheid onder évolués te bevorderen. Voor dit blad schreef hij verschillende artikelen waarin hij kritiek leverde op het bestuur van de kolonie. Het antwoord kwam in de vorm van aanvallen op zijn artikelen en persoonlijke vernederingen. In het opiniestuk 'Quelle sera notre place dans le monde de demain' ('Wat zal onze plaats zijn in de wereld van morgen') bepleitte hij dat geschoolde Congolezen die zich de westerse levensstijl eigen hadden gemaakt dezelfde burgerlijke rechten zouden krijgen als de blanken. Lomami Tshibamba werd drie weken lang verhoord door de koloniale politie over veronderstelde blanke hulp bij het schrijven van het artikel. De verhoren gingen gepaard met zweepslagen met een chicotte, een zweep van nijlpaardenhuid. Uiteindelijk greep de gouverneur-generaal in en moest de districtscommissaris stoppen met de mishandelingen. Het artikel zelf gaf de aanzet tot een jarenlang debat over de positie van de évolués. De bedreigingen aan het adres van Lomami Tshibamba en zijn gezin stopten niet en in 1952 besloot hij om met zijn gezin te verhuizen naar Brazzaville.
Daar maakte hij carrière bij het Franse koloniale bestuur en bekleedde hij belangrijke functies bij de Hoge Commissie van Frans-Equatoriaal-Afrika. Dit was mogelijk omdat de Franse opvattingen over de positie van de évolués na de Tweede Wereldoorlog progressiever waren dan die van het Belgische koloniale bestuur. Zwarte mannen die zich expliciet tegen het communisme uitspraken kregen toegang tot hogere machtsfuncties binnen de koloniale structuren.
In Brazzaville bleef Lomami Tshibamba zich onverminderd inzetten voor de Congolese literatuur. Hij was een belangrijke kracht achter het tijdschrift Liaison waarin het werk van jonge Congolese schrijvers werd gepubliceerd. Alioune Diop, de oprichter van het Afrikaanse tijdschrift Présence africaine organiseerde in 1956 in Parijs de eerste conferentie voor zwarte schrijvers en kunstenaars. Lomami Tshibamba ontmoette daar Aimé Césaire, James Baldwin, Josephine Baker en andere prominenten van Afrikaanse afkomst.

### Terug naar Congo-Kinshasa
Toen Congo-Kinshasa in 1960 onafhankelijk werd van België besloot hij om terug te keren naar Leopoldstad. Daar richtte hij het het dagblad Le Progrès op, dat later de naam Salongo kreeg en jarenlang de belangrijkste ochtendkrant van de jonge republiek was.
In 1961 verhuisde hij naar Luluaburg, het huidige Kananga, de provinciehoofdstad van Centraal-Kasaï, waar hij tot 1963 bij het kabinet van de provinciegouverneur werkte. Hij ontving in die periode wederom veel kritiek, dit keer omdat hij zich in zijn publicaties negatief uitliet over een aantal lokale tradities. Hij keerde daarop terug naar Leopoldstad waar hij ging werken als onderzoeker bij de Rijksdienst voor Onderzoek en Ontwikkeling. Vervolgens werkte hij als administratief verantwoordelijke bij de Congolese Dienst voor Toerisme.
Naast zijn werk bleef hij artikelen schrijven waarin hij kritisch commentaar leverde op de leiders van de republiek. Volgens Lomami Tshibamba maakten zij, net als de koloniale machthebbers voor hen, gebruik van onderdrukking als middel om aan de macht te blijven. Ook op literair gebied bleef hij actief. Tussen 1970 en 1981 werden vier korte verhalen en zijn roman Ngemena uitgegeven. Ook bleef hij werken aan zijn grote roman Ah ! Mbongo. Lomami-Tshibamba overleed in Brussel in 1985. Een belangrijk gedeelte van zijn archief is aangekocht door het Archief en Museum van de Literatuur in Brussel. Ah ! Mbongo verscheen in 2007, voorzien van een voorwoord van Alain Mabanckou. In 2014 werd een bundel met drie nagelaten verhalen gepubliceerd.

## Literair werk in Nederlandse vertaling
In 2023 verscheen het boek Ngando en andere verhalen. Het bevat drie korte verhalen: Ngando (70 pag.), Geneeskunde bedrijven (60 pag.) en De legende van Londema, opperleenvrouw van Mitsue-Ba-Ngomi (56 pag.). De verhalen zijn vertaald door Manik Sarkar. Het boek is voorzien van een uitgebreide inleiding en een levensbeschrijving geschreven door de Congolees-Vlaamse schrijver en docent sociolinguïstiek en postkoloniale studies Sibo Rugwiza Kanobana.

### Ngando
In Ngando beschrijft Lomami Tshibamba een wereld vol kwade geesten die voortdurend ingrijpen in het leven van gewone mensen. De twaalfjarige jongen Musolinga wordt op aangeven van de heks Mama Ngulube gepakt door de krokodil Ngando en weggevoerd naar een eiland in de Congo waar hij geofferd zal worden aan de geesten. De dorpelingen roepen de hulp in van een welwillende nganga-nkisi, een magiër die hun kan helpen om de jongen op te sporen en te redden. In het voorwoord geeft Lomami Tshibamba uitleg over de geestenwereld zoals die door de inwoners wordt ervaren.

### Geneeskunde bedrijven
Geneeskunde bedrijven gaat over dorpelingen die de verplichte hoeveelheid geplukte katoen niet kunnen leveren doordat de katoenboy van het dorp ziek is. Hij wordt tegen de zin van de dorpelingen meegenomen naar het ziekenhuis om op westerse wijze behandeld te worden. De bewoners denken dat hun dorpsgenoot door de injecties zal komen te overlijden en ontvoeren hem uit het ziekenhuis. Lomami Tshibamba beschrijft de kracht die de dorpelingen putten uit hun relatie met de natuur en over de botsing tussen de westerse en de inheemse cultuur.

### De legende van Londema, opperleenvrouw van Mitsue-Ba-Ngomi
Lomami Tshibamba beschrijft in dit verhaal een vader die met zijn jonge zoon en dochter een nieuw bestaan probeert op te bouwen, nadat het Anzinziou-volk waartoe zij behoren de strijd met een ander volk heeft verloren. Na een ingreep van de geesten hervinden zij hun volk dat zich niet heeft laten onderwerpen maar voortleeft in een mythische onderwaterwereld.

## Werken

### Romans en verhalen
- 1948 Ngando
- 1948 Le Mystère de l'enfant disparu
- 1972 La récompense de la cruauté et N’Gobila des Mswata
- 1974 Légende de Londema suzeraine de Mitsoué-Ba-Ngomi
- 1975 Faire médicament
- 1981 Ngemena
- 2007 Ah ! Mbongo. Avec une préface d'Alain Mabanckou.
- 2014 La Saga des Bakoyo Ngombé, Nkunga Maniongo et Kabundi et Nkashama

### Nederlandse vertalingen
- 2023 Ngando en andere verhalen. Vertaald uit het Frans door Manik Sarkar. Voorwoord door Sibo Rugwiza Kanobana. Uitgeverij De Geus, Amsterdam, 2023. ISBN 978-90-445-4746-7.

- Bibliothèque nationale de France: cb11913258n (data)
- CiNii: DA1428232X
- Gemeinsame Normdatei: 134175719
- International Standard Name Identifier: 0000 0001 1480 5780
- Library of Congress Control Number: n82054264
- Nederlandse Thesaurus van Auteursnamen: 306008858
- SNAC: w6w70smw
- Système universitaire de documentation: 060900970
- Virtual International Authority File: 118253020
- WorldCat: E39PBJdRyjJVJbVTRkHbRKFtKd